# Bò Podolica
Bò Podolica là giống bò nhà có nguồn gốc từ miền nam nước Ý. Giống bò này thuộc về nhóm bò Podolic, nhóm bò xám. Bò Podolica ược nuôi dưỡng ở các vùng Abruzzo, Basilicata, Calabria, Campania, Molise và Puglia. Nó trước đây được phân bố trên hầu hết tại các vùng đất liền Italy và xa như Istria, bây giờ là một phần của Croatia - là nơi nó bây giờ được coi là một giống riêng biệt với cái tên bò Istria. Podolica trong quá khứ được sinh ra với vai trò chủ yếu là một giống bò kéo cày, phục vụ công việc đồng áng. Với việc cơ giới hóa nông nghiệp sau Thế Chiến thứ Hai, nhu cầu về bò đực kéo cày biến mất, và Podolica giờ đây được nuôi dưỡng với mục đích chính là cho thịt và ở mức hạn chế hơn là cho sữa.

## Sử dụng
Bò Podolica trong quá khứ chủ yếu được nuôi với mục đích kéo cày trợ giúp công việc đồng áng; sản xuất thịt và sữa là thứ yếu. Sau Chiến tranh thế giới thứ hai, cơ giới hóa nông nghiệp tiến bộ có nghĩa là nhu cầu về bò đực kéo cày dần biến mất. Loài này bây giờ được nuôi chủ yếu cho thịt; ở một số khu vực nó cũng được nuối với mục đích lấy sữa.
Bê được cai sữa không sớm hơn bốn tháng; chúng thường được gửi đến giết mổ ở 15–16 tháng, lúc đó chúng nặng 300–350 kg. Thịt giống bò này được coi là có chất lượng cao và mang nhãn hiệu chất lượng đã đăng ký.
Năng suất sữa trung bình thấp; một con số 1.500 kg được ghi nhận trong những năm 1950. Sữa được sử dụng để làm caciocavallo; Caciocavallo Podolico del Gargano chỉ được làm từ sữa bò giống này.